# اچ‌دی ۱۵۶۴۱۱
اچ‌دی ۱۵۶۴۱۱ یک ستاره است که در صورت فلکی آتشدان قرار دارد.